# Plaská pahorkatina
Plaská pahorkatina je geomorfologický celek, tvořící centrální část Plzeňské pahorkatiny. Rozkládá se ve vnitrozemí západních Čech, kde zaujímá převážnou část okresu Plzeň-sever a přilehlé oblasti okresů okolních (jih okresu Rakovník, severozápad okresu Rokycany, severozápadní polovici okresu Plzeň-město, severozápad okresu Plzeň-jih, severovýchodní okraj okresu Domažlice a východ okresu Tachov). Nejvyšším vrcholem je kopec Vlčí hora (704 m) u Černošína.
V Plaské pahorkatině je situováno centrum západních Čech, statutární město Plzeň, které zároveň představuje jediné velké sídlo na území celku. Menšími městy nad 5 tisíc obyvatel jsou Stříbro, Nýřany, Dobřany a Třemošná. Z dalších sídel stojí za zmínku např. Radnice, Kralovice, Kožlany, Plasy, Kaznějov, Horní Bříza, Město Touškov, Stod, Horšovský Týn (na hranici s Podčeskoleskou pahorkatinou), Kladruby či Černošín.
Říční osu Plaské pahorkatiny tvoří řeka Mže/Berounka, do jejíhož povodí veškeré území náleží. Přítoky majícími významnější podíl na odvodnění celku jsou mj. Úhlavka (P), Úterský potok (L), Radbuza (P), Třemošná (L), Střela (L), Radnický potok (P), Javornice (L) a Tyterský potok (L).

## Členění
Plaská pahorkatina se z hlediska českého geomorfologického členění dělí na čtyři podcelky a třináct okrsků:
- VB2-A Stříbrská pahorkatina
  - VB2-A-a Pernarecká pahorkatina
  - VB2-A-b Svojšínská vrchovina
  - VB2-A-c Benešovická pahorkatina
  - VB2-A-d Mezholezská vrchovina
  - VB2-A-e Staňkovská pahorkatina
- VB2-B Kaznějovská pahorkatina
  - VB2-B-a Dolnobělská vrchovina
  - VB2-B-b Hornobřízská pahorkatina
- VB2-C Plzeňská kotlina
  - VB2-C-a Touškovská kotlina
  - VB2-C-b Nýřanská kotlina
  - VB2-C-c Dobřanská kotlina
- VB2-D Kralovická pahorkatina
  - VB2-D-a Pavlíkovská pahorkatina
  - VB2-D-b Kožlanská plošina
  - VB2-D-c Radnická vrchovina